# 小堀桃子
小堀 桃子（こぼり ももこ、1998年8月22日 - ）は、日本の女子プロテニス選手。埼玉県出身。WTAランキング自己最高位はシングルス226位、ダブルス136位。大成高等学校卒業。橋本総業ホールディングス所属。ITF女子ワールドテニスツアーではシングルスで2回、ダブルスで21回優勝。

## 経歴
東京都の大成高等学校に進学すると、1年生時の2014年には全国高等学校総合体育大会テニス競技大会（インターハイ）女子シングルスでベスト4となり、2年生時の2015年8月にはインターハイ女子シングルスで優勝した。2017年3月に大成高校を卒業した。
2017年9月のジャパン女子オープンテニスでは林恵里奈とのペアでダブルスのワイルドカードを得て、WTAツアー本戦デビューを果たした。
2022年の全日本テニス選手権女子シングルスでは、決勝で坂詰姫野に敗れて準優勝だった。瀬間詠里花と組んだダブルスでは、決勝で今西美晴と大前綾希子のペアに敗れてやはり準優勝だった。
2023年には中国・杭州市で開催された2022年アジア競技大会に出場し、上杉海斗と組んだ混合ダブルスでは3回戦敗退、清水綾乃と組んだ女子ダブルスでは2回戦敗退だった。
2024年11月の高崎国際オープンでは清水綾乃と組んだ女子ダブルスで優勝し、ITFワールドテニスツアーW100の大会では初優勝を飾った。2025年5月のカンガルーカップ国際女子オープンテニスでは清水綾乃と組んだ女子ダブルスで優勝し、W100の大会では2度目の優勝となった。